# GUN (videojuego)
GUN es un videojuego acción y aventura en mundo abierto estilo western desarrollado por Neversoft y distribuido por Activision para las plataformas GameCube, PlayStation 2, Xbox, Xbox 360 y PC.
En Europa salió a la venta a finales de noviembre del 2005.
Fue considerado el mejor videojuego de estilo western hasta la salida de Red Dead Redemption en 2010, con una ambientación que sumerge al jugador de lleno en el oeste (misiones con diligencias, indios, salones, duelos, sheriffs corruptos, bandidos, etc) todo esto con un apartado técnico sobresaliente.
También podría considerarse la secuela espiritual de Red Dead Revolver aunque no en el sentido convencional.

## Sinopsis

### Ambientación
Gun se ambienta en el Viejo Oeste estadounidense, específicamente en algunas partes de Arizona, Colorado, Kansas, y Nuevo México en el año 1880. Incluye ciudades y tierras baldías con un ambiente poblado que se extiende desde las montañas nevadas, a las llanuras de la joven Dodge City, Kansas. La historia fue escrita por Randall Jahnson mientras que Gerard Marino grabó la música del juego. El juego incluye a varios actores veteranos, incluyendo a Ron Perlman, Lance Henriksen, Kris Kristofferson y el papel principal interpretado por Thomas Jane.
El juego incluye un número de personajes cuyos nombres son tomados de figuras de la vida real del Viejo Oeste, incluyendo a Clay Allison, José Chávez y Chávez, Hoodoo Brown, Dave Rudabaugh, John Joshua "J.J" Webb, Luke Short al igual que el Mayor Thomas Magruder que podría estar basado en John B. Magruder, Soapy Jennings que puede estar basado en Soapy Smith, y el enorme guardaespaldas personal de Magruder, Dutchie, que esté posiblemente basado en "Dutchy" Schunderberger, un miembro de la Banda de Dodge City liderada por Hoodoo Brown en la vida real. Mientras que el nombre de la famosa casa de placer en el juego "Alhambra" viene de una antigua ciudadela de la realeza morisca Nazarí de Granada, llamada así por los ladrillos rojos de los que está hecha.

### Historia
El juego empieza con una escena corta mostrando la segunda expedición de Coronado. Después se traslada 300 años después a Montana. Colton White y su padre Ned están cazando para ganarse la vida a lo largo del río Misuri. Después de salvar a Ned de un oso pardo gigante, Colton y Ned abordan un buque de vapor, el Morning Star, para vender sus pieles y carne; allí, Ned tiene una interacción con una prostituta de la zona llamada Sadie; al parecer Ned conoce a Sadie, y tiene una razón misteriosa para abordar. De repente, un predicador corrupto llamado Josiah Reed aparece y también aparenta conocer a Sadie aunque no de la mejor manera y tras un rechazo de la chica, como respuesta, Reed asesina a Sadie, luego manda a una banda de soldados renegados convertidos en salvajes a atacar el buque de vapor. Ned y Colton luchan contra los renegados y después de perder terreno frente a los renegados y tras la muerte del piloto del buque tras ser impactado por una bala de cañón, Ned revela a Colton que él no es su padre biológico y lo salva de la explosión de la caldera del buque empujándolo por la borda.
Un hombre intenta robarle a Colton, pero este se despierta. El hombre, conocido como Tom El Honrado, le dice a Colton que el ataque al buque fue hace tres días y no hubo supervivientes. Después de vencer a Tom en una carrera, disparar a unas botellas, matar algunos búfalos y lobos, y ganar su caballo, los matones de Tom aparecen y ellos junto a Tom sacan sus armas y atacan a Colton, pero Colton los mata a todos incluido Tom.
Colton viaja a Dodge City para buscar a Jenny, una prostituta amiga de Sadie que conoce a Reed, que está en el Saloon Alhambra. Allí un vaquero llamado Tosco y sus hombres secuestran a Jenny, Colton asesina a Tosco y su hermano Rosco se enfurece. Ahora Colton y Jenny asesinan a los puñados de vaqueros que atacan el Saloon y luego Colton se enfrenta a Rosco y a sus últimos hombres y los asesina a todos. Jenny le dice a Colton que si alguien sabe dónde hallar a Reed es el alcalde de Empire City: Hoodoo Brown. Luego de ayudar al sheriff de Dodge City llamado Pat Denton a terminar el puente que conecta con Empire City de ser destruido por los apaches liderados por Asesino Rápido, Colton y Jenny viajan a través de la tierra apache.
Al llegar a la ciudad, Colton es hecho comisario por Hoodoo y ayuda a sus otros comisarios llamados Webb y Rudabaugh a hallar un líder de la Rebelión. Después de un tiroteo en una taberna contra algunos miembros de la rebelión y de capturar un escondite de rebeldes, Colton ve horrorizado como Webb y Rudabaugh matan a una pareja desarmada. Webb y Rudabaugh le dicen a Colton que Hoodoo le ha estado engañando con una trampa, empiezan a atacar a Colton, y este logra matarlos a ambos. Cuando él regresa para matar a Hoodoo conocido como un alcalde corrupto, este le dice que Jenny está con el predicador y escuchan a Jenny gritar. Cuando Colton sube las escaleras para encontarla, Reed le corta la garganta frente a él y Hoodoo noquea a Colton. Cuando despierta, Colton descubre que Reed y Hoodoo están trabajando para el magnate del ferrocarril Thomas Magruder y meten a Colton en la cárcel con el intento de ficharlo y ejecutarlo por el asesinato de Jenny. Con la ayuda del ladrón de cajas fuertes Soapy, y un miembro de la rebelión llamado Port, Colton escapa de la cárcel y va junto a Port al nuevo escondite de los rebeldes dónde conoce a su líder, Clay Allison, mientras Soapy regresa a Dodge City.
Clay lleva a Colton en una misión destruyen uno de los trenes de Magruder descubriendo que éste había secuestrado a varios Apaches para utilizarlos como mano de obra esclavizada teniendo una interacción con uno de sus líderes, un Apache llamado Muchas heridas. Mientras Colton y los rebeldes celebran el ataque del tren en el escondite, son atacados por los hombres de Hoodoo Brown. Ellos repelen el ataque, pero Clay es secuestrado y capturado. Colton convence a los rebeldes de ir a asaltar Empire City para salvar a Clay y matar a Hoodoo. Así que Colton junto con los rebeldes y Port comienzan a asaltar Empire City, luego Colton se cuela por una lavandería china y rescata a Clay, para alcanzar el casino de Hoodoo. Hoodoo, malherido, confiesa que sabe del ataque al buque de vapor, pues a bordo del mismo había una caja fuerte con un objeto misterioso, una cruz, que deseaba Magruder. Tras la muerte de Hoodoo, Colton regresa a Dodge City para encontrar a Soapy para que puedan abrir la caja fuerte del objeto que Ned y Sadie escondieron de Magruder en el buque.
Después se encuentra con Pat Denton amarrado en el puente y Colton lo desata. Denton le dice que Soapy fue capturado por los hombres de Luke Short, a quienes engañó en el póker, entonces Colton y Denton salvan a Soapy. Luego Colton y Soapy huyen de Dodge City y viajan al fuerte de los renegados para encontrar un camino al buque. Sin embargo, los dos son capturados por el líder de los renegados, el Sargento Hollister, donde Colton descubre que Hollister fue quién comandó a los hombres que atacaron el buque donde murió Ned. Después de escapar del fuerte, ellos ayudan a la tribu local Pie Negro a destruir el fuerte.
Luego de que Colton persigue y mata a Hollister después de haber atacado el fuerte y recuperar el fusil de Ned en manos de Hollister, él y Soapy encuentran el buque encallado en la playa y son atacados por la caballería de Magruder, que son asesinados por Colton. Soapy abre la caja fuerte y se encuentran con una parte de la cruz. En ese momento, aparece Reed y les dice que le den la parte de la cruz, pero Colton se rehúsa y Reed comienza a atacar a Colton en represalia. Colton mata a Reed vengando la muerte de Jenny. Luego, él y Soapy descubren que el objeto es una parte de una cruz de oro que puede mostrar el camino a una ciudad de oro perdida, Quivira. Colton se da cuenta de que la otra pieza lo tiene el líder de los apaches, Muchas Heridas.
Colton y Soapy viajan a través de los páramos de Muchas Heridas donde se revela que el padre de Colton fue un médico y su madre una apache, de esta forma que eso explica cómo es que Colton entiende el lenguaje apache, aunque no supiese hablarlo. Sus padres fueron asesinados por Magruder cuando este era un oficial del Ejército Confederado durante la Guerra de Secesión. Ned tomó a Colton para criarlo para absolver su culpa por haber ayudado a Magruder. Muchas Heridas les entrega la parte restante de la cruz, que formaba parte de su tomahawk, y les muestra cómo usar la cruz como un mapa. Soapy y Colton son atacados por los hombres de Magruder dirigidos por su guardaespalda, Dutchie y desafortunadamente, Soapy es capturado por los hombres de Magruder e interrogado cruelmente perdiendo varios dedos de una mano. Bajo tortura, Soapy revela la ubicación exacta de la mina, pero consigue escapar y avisar a Colton. Colton en respuesta, confronta a las tropas de Magruder a los cuales mata e incluso aniquila a Dutchie, luego roba el tren de Magruder para asaltar la mina que Magruder usó para buscar Quivira. Con la ayuda de los apaches y las fuerzas de Clay y sus hombres, Colton pelea por las minas dónde se encuentra con Magruder en una última confrontación en Quivira. Colton lucha contra Magruder, quien utiliza una armadura española para protegerse, y logra que la frágil mina termine por derrumbarse. Magruder queda atrapado mientras Colton escala para escapar de la mina. Magruder es aplastado por una roca y Colton es rescatado por Muchas Heridas, a quien le dice luego de quedar a salvo "Ahora nuestros padres pueden descansar en paz".

## Personajes
- Colton White:(Protagonista) Colton White creció en la naturaleza, en el salvaje Oeste, y aprendió métodos de montañés de su padre, Ned, que le enseñó a poner trampas, a montar a caballo y a cazar. Durante uno de sus viajes, se encuentran con un barco de vapor... y la vida de Colton cambia para siempre. Colton se ve impulsado en una búsqueda de sus verdaderos orígenes, durante la cual llega a conocer muchas cosas sobre Ned, sobre sí mismo y sobre sus compañeros de viaje. Colton trabajará dentro y fuera de la ley, haciendo lo que haga falta para obtener las respuestas que busca y cobrar venganza.

- Ned White: Ned es un experto cazador, es el padre adoptivo de Colton pero no se lo hizo saber hasta poco antes de su muerte, desde que Colton era un niño, Ned y el cazaban en las montañas para los barcos de vapor que cruzaban el río Misuri, pero un día, un misterioso predicador dirige a un grupo de asaltantes al vapor y a pesar de que Colton y Ned luchan todo lo que pueden por detenerlos, el vapor estalla y Ned empuja a Colton fuera pero el muere junto al vapor, desde entonces, Colton hará todo lo posible por averiguar quién hizo eso.

- Thomas Magruder: (Villano) Thomas Magruder es el principal antagonista de la historia. El sirvió para el otro bando en la Guerra Civil y se trasladó al Oeste antes de que los confederados resultasen derrotados por la Unión. En el Oeste utilizó su considerable poder y autoridad para convertirse en un magnate minero y del ferrocarril. Recorre sus propiedades en el territorio de Nuevo México en los vagones de su dorado “Tren Negro”. Rezuma arrogancia, pero todos a su alrededor lo temen. Casi al igual que Colton, Magruder lleva dedicado a una búsqueda desde la Guerra. Está decidido a terminarla, sin importar qué o quién se interponga en su camino.

- Jenny: Cuando su madre falleció, Jenny asumió su papel de chica de alterne del bullicioso prostíbulo de Dodge City, el Alhambra, y se hizo conocida por su despampanante belleza y mordaz ingenio. Jenny tiene encanto y genio a partes iguales, pero también sabe usar una escopeta cuando hace falta. Cuando Jenny conoce a Colton y descubre por qué ha venido a Dodge a buscarla, se une a él en su búsqueda, intentando, de paso, encontrar algunas respuestas. Pero es asesinada por Reed en Empire City.

- Soapy Jennings: Soapy es un ladrón de poca monta, especialista en abrir cajas fuertes, es atrapado por los hombres de Hoodoo Brown y encarcelado pero es liberado de la cárcel por Colton y decide marcharse a vivir a Dodge City. Tiempo después, Colton regresa a Dodge y salva a Soapy de ser ejecutado por unos maleantes, ambos escapan de Dodge y Soapy accede a ayudar a Colton en su misión, ambos son capturados por Hollister pero logran escapar, más tarde, Soapy acompaña a Colton en la búsqueda de Quivira, pero mientras trataban de acceder al lugar, Soapy es capturado por los hombres de Magruder y este lo tortura arrancándole los dedos para interrogarlo, Soapy logra escapar y reunirse con Colton, ya no se le vuelve a ver.

- Hoodoo Brown: (Villano) Es el alcalde, juez de paz y juez de instrucción de la bulliciosa ciudad más importante del territorio: Empire, Nuevo México. Hoodoo lleva su ciudad como si fuera un rey, regodeándose en su fama y haciendo cumplir la “ley” según estima conveniente. Sus ayudantes imponen su voluntad, asegurándose de que cualquier “alborotador” acabe colgado al final de una cuerda muy corta.

- Hollister: (Villano) Hollister, más monstruo que hombre a decir de algunos, desapareció misteriosamente durante la Guerra de Secesión. Se dice que sus tácticas eran tan brutales, que los generales le temían a él y a sus hombres. Ha reaparecido recientemente como comandante lleno de cicatrices de un fuerte renegado en algún lugar del norte.

- Isaiah Reed: (Villano Subjefe) Reed es un predicador que trabaja para Magruder, dirigiendo el ataque al vapor que causa la muerte de Ned. Colton decide embarcarse en un viaje para encontrarlo y vuelve a toparse con Reed en casa de Hoodoo Brown, pero Reed mata a Jenny y Colton descubre que en realidad, Reed y Hoodoo trabajan para el mismo hombre: Thomas Magruder. Colton vuelve a encontrar a Reed en el campamento de Hollister y descubre que está buscando la cruz y aunque Colton encuentra la cruz antes que Reed, este le apunta con una pistola y le ordena que se la dé. Colton se niega y ambos luchan, acabando Reed asesinado de un disparo en la boca.

- Clay Allison: Clay es una figura importante en la rebelión, al igual que Port y Chaves. En la Guerra de Secesión, Clay luchó al lado de Thomas Magruder trayéndole la cruz pero Ned también estaba. Cuando Hodoo descubre la ubicación del campamento rebelde envía a sus hombres contra ellos pero la rebelión sale victoriosa aunque lograron capturar a Clay al amanecer. Cuando Colton y los rebeldes atacan Empire, Hodoo Tortura a Clay quitándole los dientes.

## Jugabilidad

### Armas
En este juego podemos encontrar una gran variedad de armas. Como por ejemplo: revólveres, fusiles, carabinas, escopetas, arcos y fusiles de francotirador. También existen armas montadas: cañones y ametralladoras Gatling.
Las armas del inventario pueden subir de nivel, y de vez en cuando, puedes conseguir nuevas armas, como por ejemplo, recibes los Dual Peacemakers después de matar a Hoodoo, el arco apache cuando escapas de la prisión, la escopeta recortada y el mosquete Nock cuando vences a Magruder.

### Misiones opcionales
Una característica del juego es poder subir de nivel al completar misiones opcionales, desde adepto, hasta leyenda. Hay varias clases de misiones:
- Mantener el orden: todo sheriff del Oeste necesita una ayuda extra. Echa una mano a los agentes locales evitando los problemas antes de que surjan y echando a los indeseables de cada ciudad.

- Cazador de recompensas: toda ciudad del Salvaje Oeste tenía forajidos campando a sus anchas, con la coletilla, “Se busca: vivo o muerto”. Atrapa a estos forajidos para imponer algo de orden en el Oeste y llenar tu bolsillo de dinero.

- Peón de rancho: gana algo de dinero extra y pule tu habilidad como jinete ayudando a granjeros locales a devolver el ganado a sus rediles.

- Pony Express: usa tu fiel caballo para entregar objetos e ir de un sitio a otro, todo dentro del tiempo asignado.

- Caza: el Viejo Oeste no era salvaje solo por la gente. Incluso los animales ponían de su parte. Caza los animales que te cruces en tu camino y quizá todos puedan cenar esta noche.

- Rescate: con tanto forajido suelto, es difícil atraparlos a todos, sobre todo cuando toman rehenes inocentes. Impide que los criminales se desmanden y rescata a las víctimas defendiendo ciudades, acabando con bandidos y manteniendo a salvo a la gente.

- Póquer: puedes trabajar para ganar dinero, o puedes simplemente ganárselo a los tahúres locales en la taberna. Tírate mejores faroles que tus competidores en un torneo de póquer estilo Texas. Juega bien tus cartas y conviértete en un as.

- Minería: el Oeste se construyó a base de oportunidades, sueños y oro. En tus viajes, puede que te topes con oro que nadie más haya encontrado. Asegúrate de tener a mano un pico, o te quedarás sin esa pepita.

## Recepción
Gun recibió críticas en su mayoría positivas de los críticos, aunque la versión de Xbox 360 obtuvo calificaciones positivas a mediocres. Tiene puntajes agregados de 79% y 79/100 en GameRankings y Metacritic respectivamente. IGN declaró que "Neversoft finalmente ha hecho un buen juego además de todo su Tony Hawk". GameSpot lo describió como "inicialmente un Grand Theft Auto del Siglo XIX", mientras GameSpy se refirió a él como teniendo "casi todo lo que podrías desear de un juego ambientado en el Salvaje Oeste". En su primer mes, el juego vendió 225,000 unidades en los cuatro sistemas para los cuales fue lanzado inicialmente. Según los datos de ventas de TRST, el juego había vendido más de 1,4 millones de unidades en Estados Unidos En octubre de 2008.

### Premios
El juego fue muy aclamado por muchos, y ha obtenido altas calificaciones y premios. GameSpy le otorgó "Editor's Choice" y "Xbox 360 Action Game of the Year", diciendo que "necesita una secuela y rápido". El protagonista del juego se colocó #7 en Game Informer "Top 10 Héroes de 2005". En la novena edición anual de los premios Interactive Achievement Awards, Gun fue nominado por "Logro sobresaliente en composición musical original", "Actuación de personaje sobresaliente-Masculino", "Actuación de personaje sobresaliente - Femenino" y "Logro sobresaliente en historia y desarrollo de personajes".